# Cheval Blanc Paris
Pour les articles homonymes, voir Hôtel Cheval Blanc et Cheval blanc.
Cheval Blanc Paris est un hôtel de luxe situé à Paris dans l'ancien bâtiment de La Samaritaine. Il est la propriété du groupe de luxe LVMH et tire son nom de la marque hôtelière Cheval Blanc développée par le groupe. Après des années de travaux, il ouvre en septembre 2021.

## Situation et accès
Cinquième établissement sous enseigne « Cheval Blanc », l'hôtel est situé à Paris sur les quais de Seine dans le 1er arrondissement en face de l'île de la Cité et de la Conciergerie.
Il est installé dans l'immeuble « Sauvage » de La Samaritaine qui a été acquis par LVMH en 2001, fermé jusqu'en 2021 date de sa réouverture après seize ans de rénovation pour près de 750 millions d'euros.
Le quartier est desservi par la ligne 7 à la station Pont Neuf.

## Historique
Même si le projet d'hôtel dans La Samaritaine date de la fin des années 2000, celui-ci est annoncé dès 2012 avec une ouverture promise par LVMH trois ans plus tard. Au programme sont prévues une majorité de chambres avec vue sur la Seine. La transformation de l'ensemble du bâtiment, depuis sa fermeture de 2005, est contestée par les riverains. Mais le projet d'hôtel respectant l'architecture du lieu historique se voit bien accepté. Les travaux, devant alors durer au minimum deux ans, sont considérables. L'architecte pour le bâtiment est Édouard François tandis que Peter Marino, qui avait déjà œuvré à l'établissement de Courchevel, est l'architecte d'intérieur chargé de la décoration,. Quelques années plus tard, l'ouverture est annoncée pour 2018 mais repoussée à plusieurs reprises et l'hôtel est finalement inauguré le 7 septembre 2021,. À cette date, il ne dispose pas de l’appellation « Palace »,.

## Description

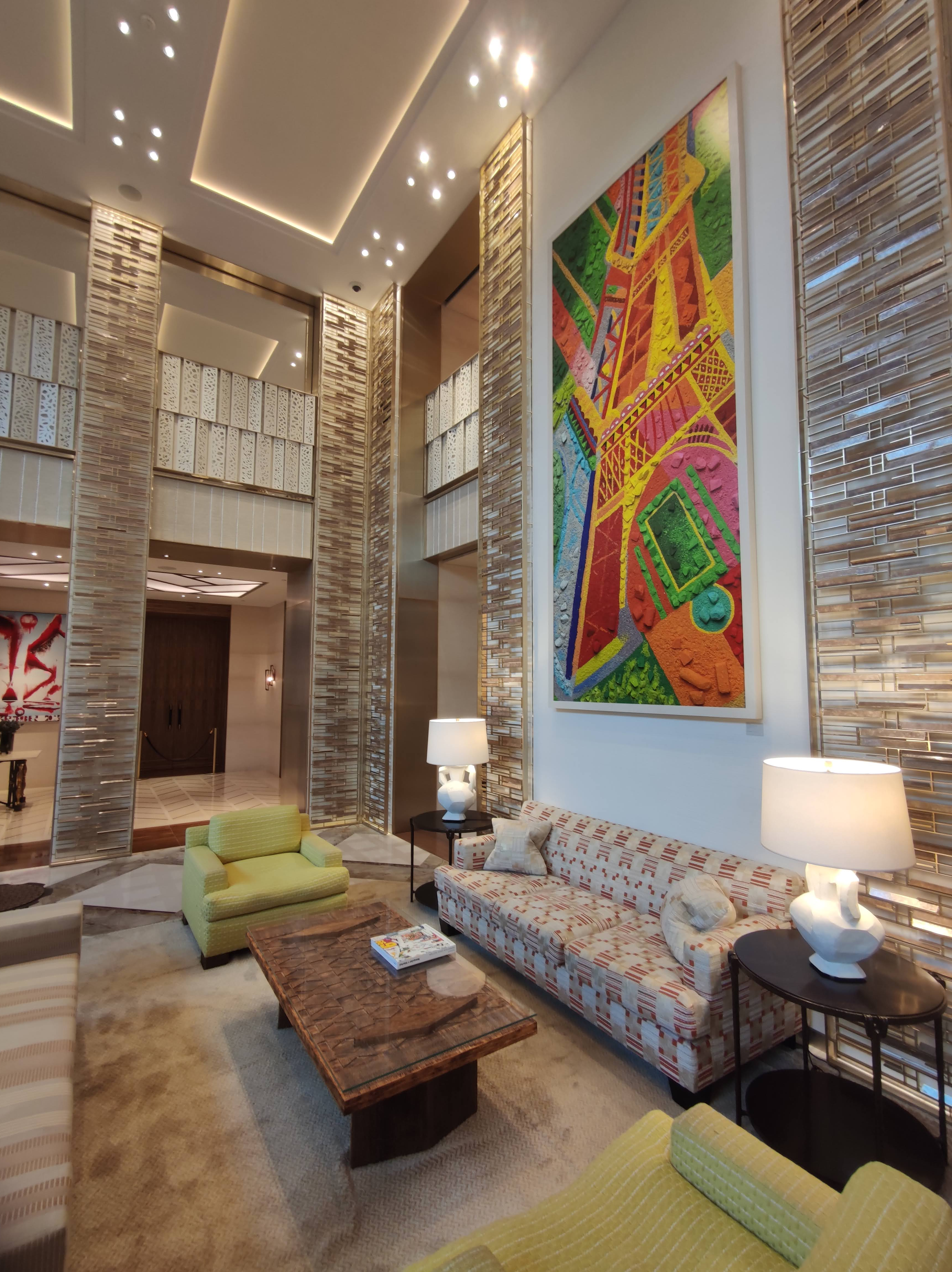
Vue partielle du hall d’accueil.

L'hôtel compte 72 chambres et suites allant de 45 m2 à 1 000 m2 pour la plus grande suite, celle-ci comprenant sept chambres, une salle de projection et une piscine de 12,5 mètres. Il est doté d'une piscine de 30 mètres de long avec mur digital, ainsi que du premier spa Dior. Il propose quatre restaurants (Hakuba au rez-de-chaussée, le restaurant italien Langosteria, le Tout-Paris au dernier étage et enfin le gastronomique Plénitude, tenu par Arnaud Donckele, pour une trentaine de couverts) ; une terrasse de 650 m2 est attenante au restaurant Le Tout-Paris. La surface totale de cet hôtel occupe environ 15 000 m2,. Le lieu est décoré d’œuvres d'art de Florian et Michael Quistrebert, de Georges Mathieu, de Philippe Anthonioz ou Laurence Montano pour des luminaires, du brésilien Vik Muniz ou de la peintre Sonia Delaunay,,. Guillaume Henry a dessiné les uniformes du personnel.
La façade est ornée de la sculpture Les fleurs de la passion (2024) du plasticien Jean-Michel Othoniel.
Début 2022, le restaurant Plénitude obtient immédiatement trois étoiles au Guide Michelin,. Arnaud Donckele en est le chef et Maxime Frédéric le chef pâtissier.

## Événements
Le 17 juin 2023, le président du groupe LVMH Bernard Arnault, accompagné de ses fils Antoine et Alexandre, invite Elon Musk et sa mère Maye Musk à partager un déjeuner en marge du salon Viva Technology.